# História do Djibuti
Habitado inicialmente por tribos nômades que se converteram ao Islamismo por volta do século VIII, o atual território do Djibuti foi adquirido pela França em 1862, em uma ação de contrapartida à presença dos ingleses em Adem, tendo a região se tornado parte da Somália Francesa em 1888. Apesar do fervor nacionalista, um plebiscito em 1967 determinou que o território continuasse sob o domínio francês, embora o seu nome tenha sido modificado para Território Francês dos Afares e Issas.

## Independência
A independência do Djibuti só seria proclamada a 27 de junho de 1977 - consagrando-se como a última colônia francesa da África a conquistar a independência - com Hassan Gouled Aptidon como presidente. O nome do país foi modificado para Djibuti, o mesmo de sua capital, e entrou na Liga Árabe.
Em 1981, o presidente Hassan Gouled Aptidon, dos issas, torna o país num estado de partido único ao ilegalizar todos os partidos políticos excepto a União Popular pelo Progresso (RPP). Aptidon é eleito presidente nas eleições unipartidárias de 1981 e re-eleito em 1987, 1993 e 1997.

## Guerra civil
Em 1991 o país é usado como base para operações bélicas pelas França, durante a primeira Guerra do Golfo. Nesse mesmo ano é criada a Frente pela Restauração da Unidade e da Democracia (FRUD), constituída por rebeldes afares com apoio da vizinha Etiópia. A FRUD lidera uma revolta armada e conquista o Norte do país, dando início a uma guerra civil. Em um incidente controverso, no entanto, na capital do Djibuti em 18 de dezembro de 1991, as tropas do governo moveram-se para o Distrito Afar de Arhiba na capital e abriram fogo contra multidões, pelo menos 59 pessoas foram mortas. Em 1994 o movimento perde força e divide-se em duas facções; uma facção favorável à negociação com o governo e outra a fim de continuar a guerra civil. A facção moderada da FRUD assinou um acordo de paz com o governo e torna-se num partido político, mas a facção guerrilheira prossegue a luta. Em 1997 a FRUD concorre às eleições parlamentares em aliança com a RPP, conquistando as sessenta e cinco cadeiras do parlamento.
Aptidon renuncia ao cargo de presidente em 2004, aos 88 anos de idade, e o seu sobrinho e ministro-chefe de gabinete, Ismail Omar Guelleh, é eleito seu sucessor. A facção guerrilheira da FRUD inicia negociações com o novo governo em fevereiro de 2005 com vista ao fim da guerra civil, assinando em 12 de maio de 2006 um acordo de paz pondo fim a uma década de conflito armado. O general e chefe da polícia Yacin Yaben Galab é demitido do cargo e tenta um Golpe de estado, mas é preso e condenado a quinze anos de prisão.
O presidente Guelleh foi re-eleito nas eleições presidenciais de 2005, 2011 e 2016.